# Norra Bobergsudde
Norra Bobergsudde är en av SCB avgränsad och namnsatt småort i Falkenbergs kommun i Hallands län. den omfattar bebyggelse norr om Bobergsudde i Skrea socken.